# Microstomatidae
Los microstomátidos 

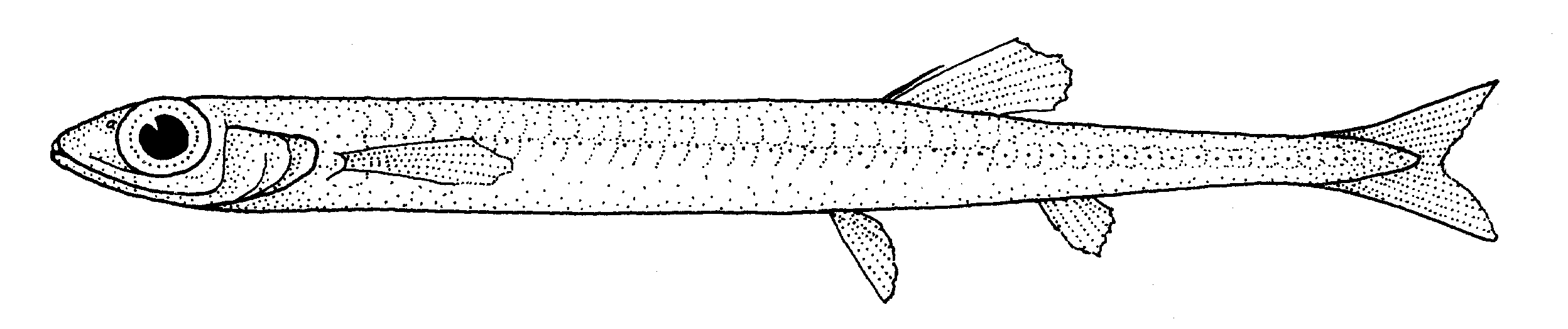
Microstoma microstoma

(Microstomatidae) son una familia de peces marinos incluida en el orden Osmeriformes, distribuidos por los océanos Atlántico, Índico y Pacífico. Su nombre procede del griego: mikros (pequeño) + stoma (boca).

## Anatomía
Tienen los ojos grandes, más del doble de la longitud del hocico, el cual termina en una boca muy pequeña; no tienen espinas en las aletas, la aleta dorsal situada por detrás del punto medio del cuerpo, con la base de las aletas pectorales en el lateral del cuerpo; la línea lateral se extiende hasta la aleta caudal.

## Hábitat y biología
Viven en ambientes mesopelágicos.

## Géneros y especies
Existen 20 especies agrupadas en 3 géneros siguientes:
- Género Microstoma (Cuvier, 1816):
  - Microstoma australis Gon y A.L.Stewart, 2014
  - Microstoma microstoma (Risso, 1810) - Argentina delgada.
- Género Nansenia (Jordan y Evermann, 1896):
  - Nansenia ahlstromi (Kawaguchi y Butler, 1984)
  - Nansenia antarctica (Kawaguchi y Butler, 1984)
  - Nansenia ardesiaca (Jordan y Thompson, 1914)
  - Nansenia atlantica (Blache y Rossignol, 1962)
  - Nansenia boreacrassicauda Poulsen, 2015
  - Nansenia candida (Cohen, 1958)
  - Nansenia crassa (Lavenberg, 1965) - Argentina gorda.
  - Nansenia groenlandica (Reinhardt, 1840) - Argentina de Groenlandia.
  - Nansenia iberica (Matallanas, 1985) - Argentina ibérica.
  - Nansenia indica (Kobyliansky, 1992)
  - Nansenia longicauda (Kawaguchi y Butler, 1984)
  - Nansenia macrolepis (Gilchrist, 1922)
  - Nansenia megalopa (Kawaguchi y Butler, 1984)
  - Nansenia oblita (Facciolà, 1887) - Nansenia común.
  - Nansenia obscura (Kobyliansky y Usachev, 1992)
  - Nansenia pelagica (Kawaguchi y Butler, 1984)
  - Nansenia tenera (Kawaguchi y Butler, 1984)
  - Nansenia tenuicauda (Kawaguchi y Butler, 1984)
- Género Xenophthalmichthys (Regan, 1925):
  - Xenophthalmichthys danae (Regan, 1925)